# 英常春
英常春（1586年（萬曆十四年）—1667年7月11日（康熙六年五月二十一）），和名惠祖親方重孝，童名眞志武，琉球第二尚氏王朝時期政治人物。
英常春是英助祖（惠祖親方重政）之子。天啟四年（1624年），擔任小赤頭。崇禎二年（1629年）敘若里之子。崇禎九年（1636年），繼承父親的浦添間切惠祖地頭職，敘黃冠。崇禎十一年（1638年），出任石奉行。翌年，因為國內發生大地震，御城的石垣崩塌，英常春出任修補奉行，對其進行修理。
順治六年（1649年）敘座敷，翌年出任山奉行。順治十年（1653年），被賜予知行高三十斛。順治十二年（1655年）擔任御雙紙庫理。此前王舅馬宗毅（大里親方良理）率領使團前往中國，三年未歸，因此英常春被派往中國前去迎接他。然而正逢中國大亂，英常春的使團無法進入福州，至梅花津後就返回琉球。
順治十三年（1656年），加賜知行高三十斛，後又敘紫冠，加賜知行高二十斛。順治十五年（1658年）修造圓覺寺之時，擔任惣奉行。翌年為御書院親方部。康熙二年（1663年）修繕首里城的時候，他與向象賢（羽地王子朝秀）共同擔任惣奉行。同年冊封使船隊來臨的時候停止修繕工程。
康熙三年十月十三日（1664年11月30日），為了慶祝康熙帝繼位，英常春作為慶賀使團的王舅，與正議大夫林有材（大峯親雲上）一起出使中國。船隊在梅花津一帶遭遇大風而擱淺五晝夜，其間遭到海盜的襲擊，貢品之一的金壺被盜。英常春等人逃往福州。此次事件就是北谷惠祖事件，事實上海盜是由謝恩使向國用（北谷親方朝暢）的下屬假扮。在歸國後，英常春與向國用都受到此次事件的牽連，被斬首處死，其二人的子弟八人流放遠島。

## 家族
- 父：英助祖（惠祖親方重政）
- 母：馬氏眞鶴（號江雲，馬氏兼城親方良時女）

- 室：黎氏眞尹金（號夏窓，黎氏久米中城親雲上宗貴女）
  - 長子：英運泰（惠祖親方重祐）
- 繼室：眞牛（號夏山，我部掟親雲上女）
  - 次子：英運新（崎原親雲上重休）